# 安黎哲
安黎哲（1963年6月—），男，甘肃秦安人，中华人民共和国政治人物、生物学家。研究领域为植物基因工程、分子发育植物学和环境植物学，主题包括植物在低温、干旱与辐射等逆境下的适应。安黎哲已主编四本专业著作，并于学术期刊发表两百余篇论文，其中约120篇收录于SCI期刊。现任北京林业大学党委副书记、校长

## 生平
生于甘肃省秦安县魏店乡贠湾村。1986年，毕业于兰州大学生物系，获学士学位。1991年，获兰州大学生物系硕士学位。1997年，获兰州大学生物系生态学专业博士学位。1997年10月至1999年12月，在中国科学院寒区旱区环境与工程研究所从事博士后研究。1999年11月至2000年1月，在以色列巴伊兰大学生命科学学院分子生物学研究中心从事博士后研究。2001年入选中国科学院百人计划。2002年，入选教育部跨世纪优秀人才培养计划。2007年8月至2018年7月，任兰州大学副校长。2018年7月，任北京林业大学党委副书记、校长。

## 社会兼职
兼任中国植物学会植物生理与分子生物学专业委员会委员、中国地理学会沙漠分会理事。